# Europamästerskapen i orientering 2018
Europamästerskapen i orientering 2018 avgjordes i Ticino, Schweiz den 5–13 maj och arrangeras av IOF och det schweiziska orienteringsförbundet. Tävlingarna hålls bland annat runt orterna Tesserete, Capriasca, Carona och Serpiano.

## Medaljliga
| Nr | Nation         | Guld | Silver | Brons | Totalt |
| -- | -------------- | ---- | ------ | ----- | ------ |
| 1  | Schweiz        | 5    | 5      | 3     | 13     |
| 2  | Sverige        | 2    | 2      | 1     | 5      |
| 3  | Norge          | 2    |        | 2     | 4      |
| 4  | Finland        | 1    |        |       | 1      |
| 5  | Ryssland       |      | 1      | 1     | 2      |
| 6  | Storbritannien |      |        | 1     | 1      |
| 6  | Österrike      |      |        | 1     | 1      |

## Medaljörer

### Herrar
| Gren         | Guld                                            | Guld    | Silver                                                 | Silver  | Brons                                              | Brons   |
| Långdistans  | Olav Lundanes                                   | 1.34.42 | Matthias Kyburz                                        | 1.35.34 | Gernot Kerschbaumer                                | 1.35.54 |
| Medeldistans | Matthias Kyburz                                 | 34.25   | Florian Howald                                         | 35.35   | Olav Lundanes                                      | 35.47   |
| Sprint       | Daniel Hubmann Matthias Kyburz                  | 14.44   |                                                        |         | Kristian Jones                                     | 14.44   |
| Stafett      | Norge Eskil Kinneberg Magne Dæhli Olav Lundanes | 1.55.40 | Schweiz 1Florian Howald Matthias Kyburz Daniel Hubmann | 1.56.10 | Schweiz 2Jonas Egger Fabian Hertner Martin Hubmann | 1.57.31 |

### Damer
| Gren         | Guld                                         | Guld    | Silver                                              | Silver  | Brons                                             | Brons   |
| Långdistans  | Tove Alexandersson                           | 1.21.08 | Natalia Gemperle                                    | 1.26.08 | Julia Gross                                       | 1.26.49 |
| Medeldistans | Marika Teini                                 | 35.44   | Tove Alexandersson                                  | 35.52   | Simona Aebersold                                  | 36.02   |
| Sprint       | Tove Alexandersson                           | 15.16   | Judith Wyder                                        | 15.40   | Natalia Gemperle                                  | 15.49   |
| Stafett      | Schweiz 1Judith Wyder Elena Roos Julia Gross | 1:45:56 | Schweiz 2Paula Gross Simona Aebersold Sarina Jenzer | 1:47:15 | Sverige Lina Strand Sara Hagstrom Karolin Ohlsson | 1:48:07 |

### Mixed
| Gren          | Guld                                                         | Guld    | Silver                                                           | Silver  | Brons                                                                                        | Brons   |
| Sprintstafett | SchweizJudith Wyder Florian Howald Martin Hubmann Elena Roos | 1.02.45 | SverigeLina Strand Emil Svensk Jonas Leandersson Karolin Ohlsson | 1.03.57 | NorgeSigrid Alexandersen Trond Einar Moen Pedersli Oystein Kvaal Osterbo Andrine Benjaminsen | 1.05.55 |